# 1601

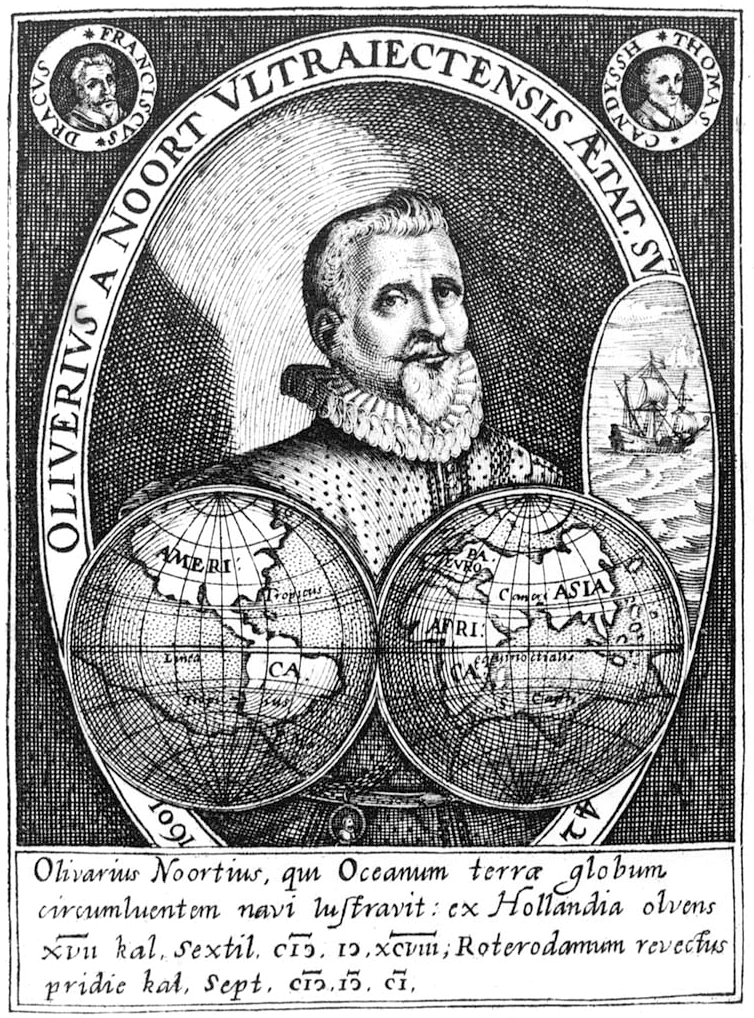
Olivier van Noort

Het jaar 1601 is het 1e jaar in de 17e eeuw volgens de christelijke jaartelling.

## Gebeurtenissen
januari
- 17 - het Verdrag van Lyon wordt door Karel Emanuel I van Savoye en Hendrik IV van Frankrijk gesloten. Het regelt een uitruil van gebieden bij de grens.
- 29 - Olivier van Noort bereikt met twee overgebleven schepen Djaratan op Java. Hier blijft hij zes dagen.

februari
- 25 - Terechtstelling in Londen van de graaf van Essex wegens zijn mislukte opstand tegen koningin Elizabeth.

juli
- 4 - Begin van het Beleg van Oostende.
- 30 - Rijnberk wordt heroverd door Maurits van Nassau, de latere prins van Oranje

augustus
- 26 - Olivier van Noort keert terug van een reis om de wereld van bijna drie jaar.

november
- 25 - Het Termunterzijlvest wordt heropgericht voor het beheer van het Termunterzijldiep en haar kunstwerken.

zonder datum
- De Oude Compagnie fuseert met de Nieuwe Brabantse Compagnie tot Verenigde Amsterdamse Compagnie.
- In Engeland wordt de Armenwet aangenomen: de armenzorg wordt staatszaak.
- Onder begeleiding van een aanzienlijke Mongoolse macht wordt Yönten Gyatso, zelf een Mongool, geïnstalleerd als dalai lama. Velen erkennen zijn gezag niet en dit leidt tot een burgeroorlog in Tibet.

## Beeldende kunst

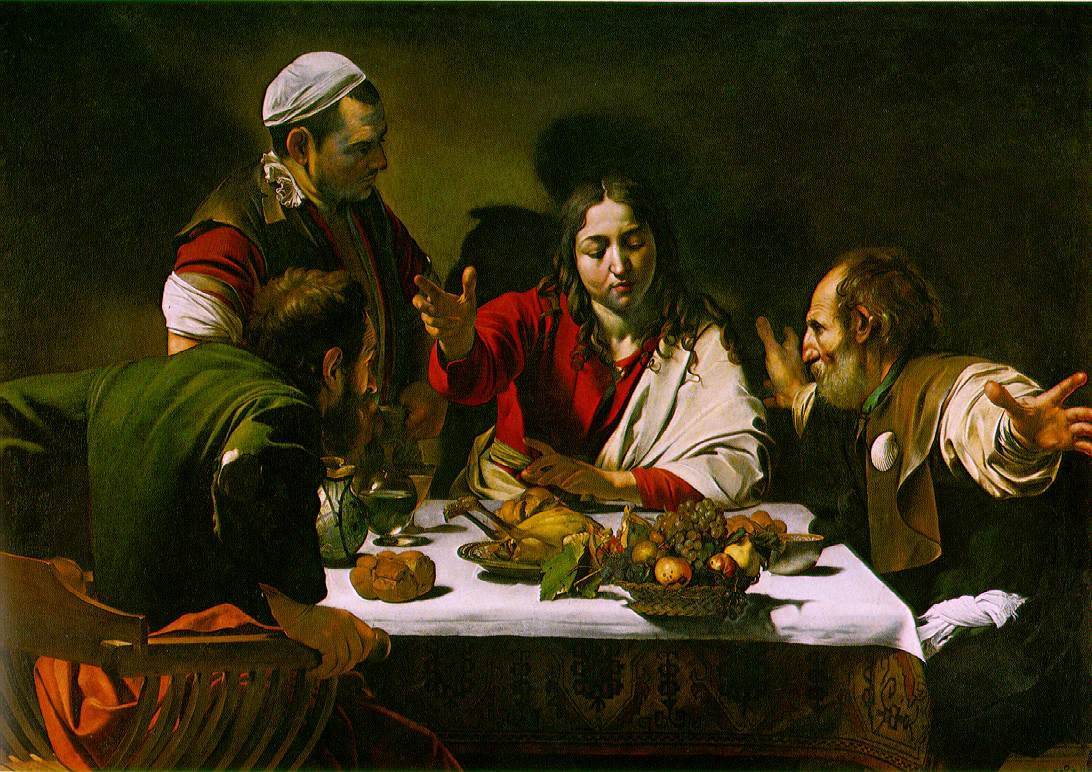
De Emmaüsgangers (1601) Caravaggio, National Gallery
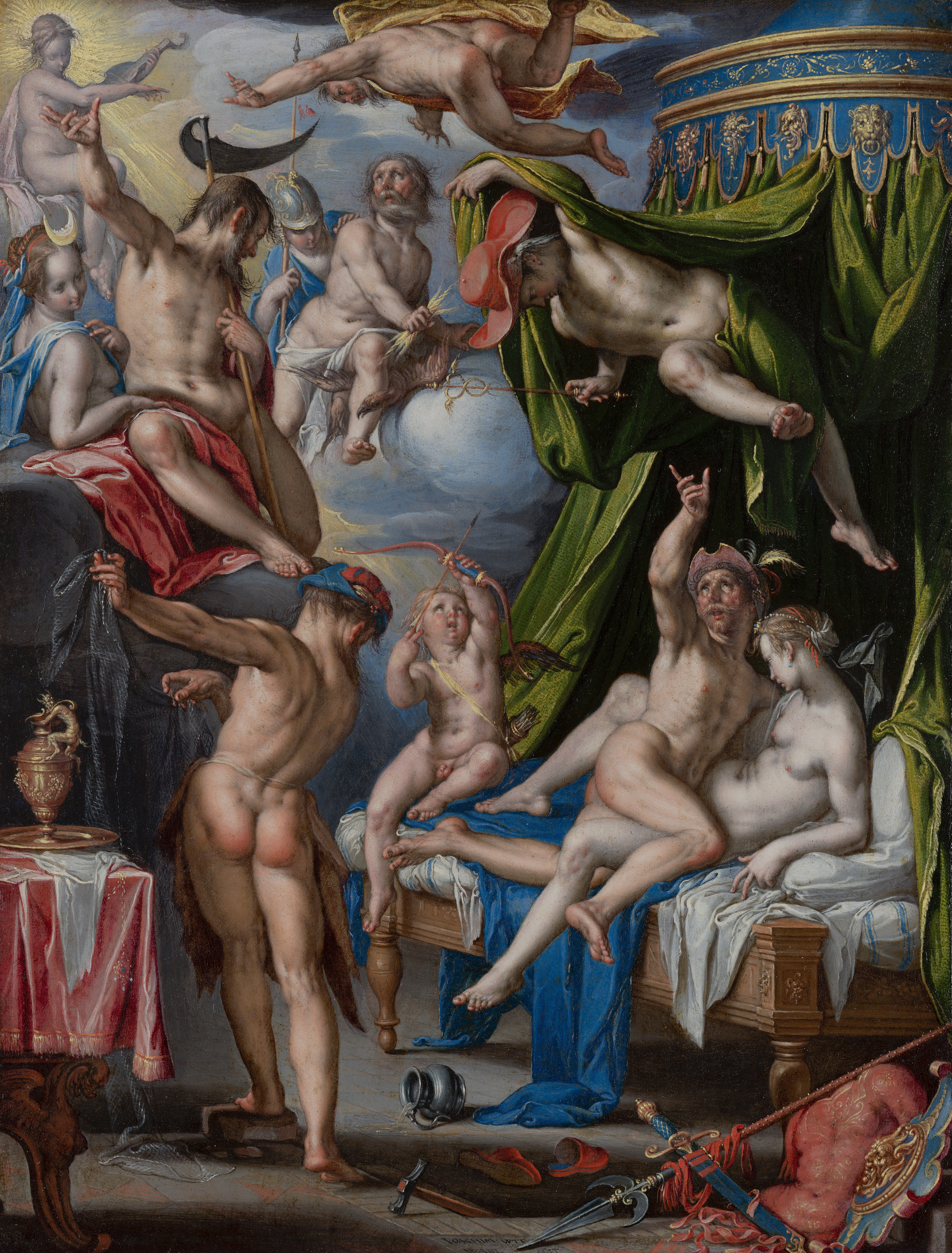
Venus en Mars verrast door Vulcanus (1601) Joachim Wtewael, Mauritshuis

## Bouwkunst

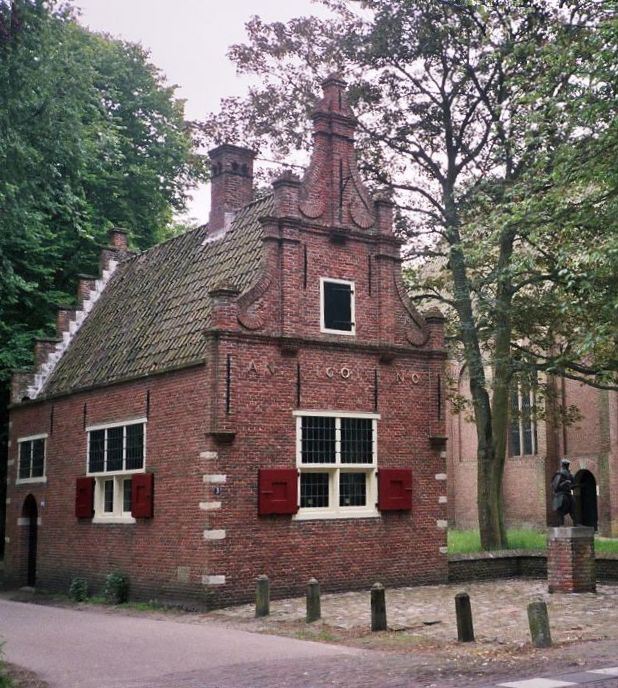
Raadhuis, Schoorl (1601)

## Geboren
augustus
- 17 - Pierre de Fermat, Frans wiskundige (overleden 1665)

september
- 27 - Lodewijk XIII van Frankrijk (overleden 1643)

datum onbekend
- Johannes Eudes, Frans priester, theoloog, congregatiestichter en heilige (overleden 1680)

## Overleden
oktober
- 24 - Tycho Brahe (54), Deens astronoom

datum onbekend
- Joris Hoefnagel (56), Vlaams schilder